# حديث الطفل

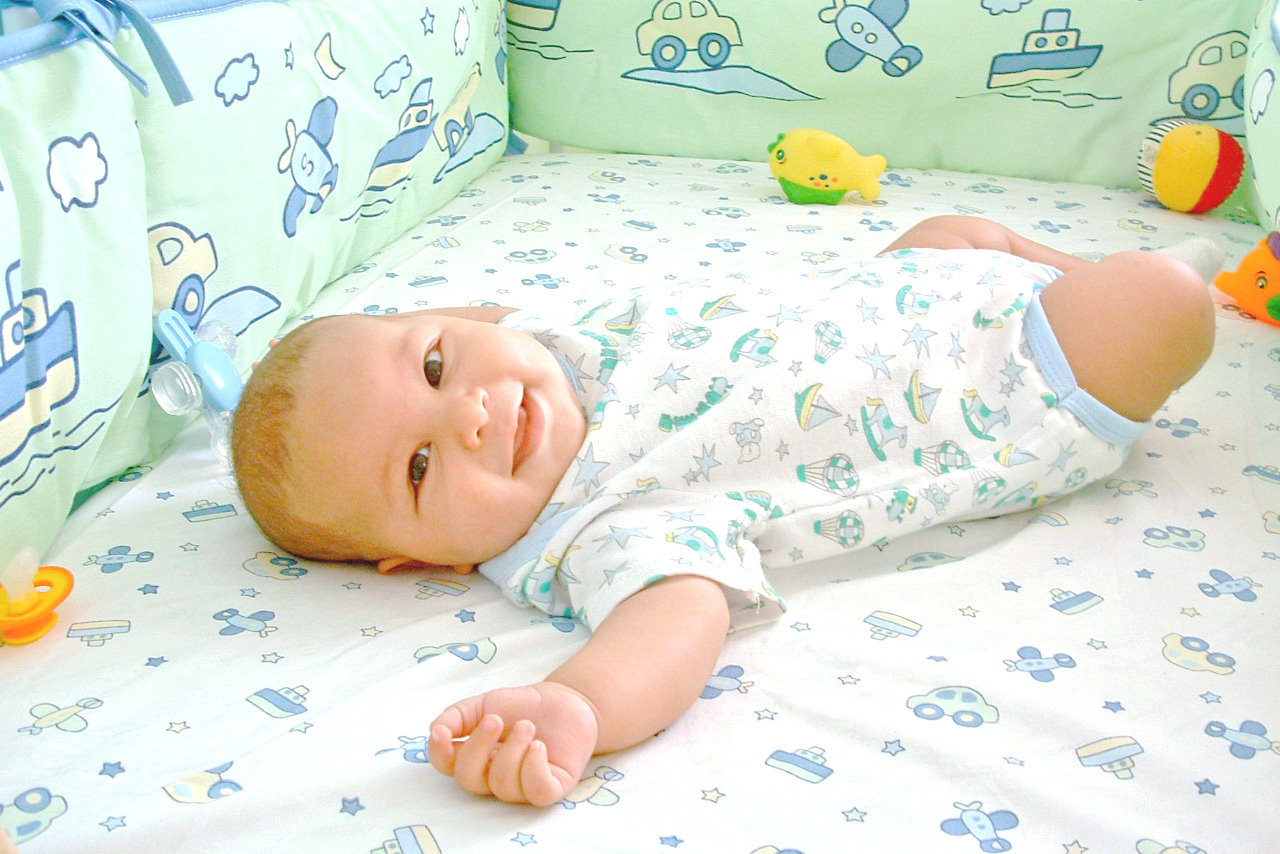

المُنَاغَاةُ أو حديث الطفل هو نوع من الكلام يرتبط بشخص راشد يتكلم مع طفل. ويطلق عليه أيضًا كلمة «خطاب تصريف»، أو خطاب موجه للأطفال (IDS)، أو خطاب موجه للأطفال (CDS) أو الأم. 
يتميز الخطاب الموجه للأطفال الرضع (IDS) بنمط «الغناء» الخاص بالتنغيم الذي يميزه عن النمط الروتيني الأكثر استخدامًا مع البالغين الآخرين. على سبيل المثال، تتميز IDS)) بكونها أعلى وأوسع نطاقاً وبطء معدل الكلام وأقوال أقصر. فانه يمكن عرض فرط التعبيري لحروف العلة (زيادة في المسافة في الفراغ الصاعد من الأحرف المحيطية على سبيل المثال، [I]، [u]، و [a]) والكلمات تميل إلى أن تكون مختصرة ومبسطة. هناك أدلة على أن تعديلات نبرة الصوت المبالغ فيها تشبه أسلوب الخطابة الحنون المستخدم عندما يتحدث الناس إلى حيواناتهم الأليفة (الكلام الموجه للحيوانات الأليفة). ومع ذلك، يبدو أن فرط التعبير في حروف العلة مرتبط بالميل إلى أن يتعلم الرضيع اللغة، حيث أنه لا يتم المبالغة في الكلام للرضع الذين يعانون من فقدان السمع أو الحيوانات الأليفة.

## المصطلح
- كان أول استخدام موثق لكلمة حديث الأطفال، وفقًا لمعجم أكسفورد الإنجليزي، عام 1836.
- الأمهات والوالدين هي مصطلحات أكثر دقة من حديث الأطفال، وربما أكثر قابلية للبحث في الكمبيوتر، ولكنها ليست شروط الاختيار بين المهنيين تنمية الطفل. ويفضل منتقدو القوالب النمطية الجنسانية كذلك مصطلح الأم، لأن جميع مقدمي الرعاية، وليس فقط الآباء من الإناث، يستخدمون أنماط خطاب ومفردات متميزة عند التحدث إلى الأطفال الصغار.. يمكن أيضا الرجوع الامهات إلى اللغة الإنجليزية المنطوقة بطريقة أكثر رقة، وهي لغة إنجليزية صحيحة خلافًا لذلك، بدلاً من أشكال الكلمات غير القياسية والمختصرة.
- خطاب للأطفال وتوجه (CDS) هو المصطلح الذي يفضله الباحثون وعلماء النفس والمتخصصين في تنمية الطفل.
- الخطاب الموجه للأطفال الرضع (IDS) يستخدم أيضاً. الشروط قابلة للتبادل.
- تستخدم في بعض الأحيان لغة مقدمي الرعاية.

## المميزات
خطاب الموجة للأطفال (CDS) هي إستراتيجية واضحة ومبسطة للتواصل مع الأطفال الأصغر سناً، والتي لا يستخدمها الكبار فحسب بل أيضًا الأطفال الأكبر سنًا. المفردات محدودة، والكلام يتباطأ مع عدد أكبر من الوقفات، والجمل قصيرة وتبسيطها نحويا، وغالبا ما تتكرر. على الرغم من ميزات (CDS) مميزة وسمات سمعية، عوامل أخرى تساعد في تطوير اللغة. تحدث ثلاثة أنواع من التعديلات للكلام الموجه للبالغين في إنتاج:(CDS)
- التعديلات اللغوية، على وجه الخصوص علم العروض، بما في ذلك تبسيط وحدات الكلام وكذلك التركيز على مختلف الأصوات.
- تعديلات على استراتيجيات اكتساب الانتباه، وتوفير تلميحات بصرية من خلال لغة الجسد (الحركة الحركية)، ولا سيما تحركات الوجه، من أجل الحفاظ على انتباه أطفالهم بشكل أكثر فعالية.
- تعديلات على التفاعلات بين الوالدين والرضع. يستخدم الآباء (CDS) ليس فقط لتعزيز تطوير اللغة، ولكن لتعزيز علاقة إيجابية مع أطفالهم الرضع.

```
كلما كان الطفل أصغر سنا، كلما كانت مبالغة CDS أكثر غرابة. يتم الاحتفاظ بانتباه الأطفال بسرعة أكبر من خلال CDS على الكلام العادي، كما هو الحال مع البالغين. وكلما كانت CDS أكثر تعبيرا، كان الرضع الأكثر عرضة للإجابة على هذه الطريقة من قبل الكبار.
```

كما تتضمن CDS حركات الجسم التي تساعد بصريا في نقل معنى اللغة للرضع. بسبب الإشارات البصرية، يكون الأطفال أكثر حماسًا للانخراط في التواصل.
الجانب البصري الرئيسي لـ CDS هو حركة الشفتين. سمة واحدة هي الفتحة الأوسع للفم الموجود في أولئك الذين يستخدمون CDS مقابل الكلام الموجه للبالغين، خاصة في حروف العلة. لا يختلف الوضع الأفقي للشفتين في CDS اختلافاً كبيراً عن الوضع المستخدم في الكلام الموجه للبالغين. بدلا من ذلك، يكمن الفرق المرصود في تحديد موضع الشفة العمودي: من خلال جعل فتح الشفاه أكبر، يزيد احتمال تركيز الأطفال على وجه السماعة. تشير الأبحاث إلى أنه مع الافتتاح الأكبر للشفتين خلال CDS، يكون الرضع قادرين بشكل أفضل على فهم الرسالة التي يتم نقلها بسبب الإشارات البصرية المرتفعة. 
```
تؤكد حركات الرأس على المقاطع المختلفة داخل الإنتاج اللغوي. توفر هذه الإشارات البصرية للأطفال معلومات إضافية مطلوبة لأداء التمييز الدقيق للكلام أثناء تطوير اللغة. 
كما تسمح الإشارات البصرية للأطفال التمييز بين الاختلافات في الكلام في البيئات التي لا يمكنهم الاعتماد على سمعهم (على سبيل المثال، البيئات الصاخبة). ومع ذلك، لا توجد الجوانب السمعية والبصرية لـ CDS بشكل مستقل. يعتمد الرضع بشكل متساوٍ على كلٍّ من طرق الفهم، وحيث أن التنمية مستمرة، فإن الأطفال يوطدون الصلة بين هاتين الفئتين المهمتين.
```

```
تشير الأبحاث إلى أن الأطفال الرضع لا يلعبون دورًا سلبيًا في هذا التفاعل، ولكنهم يشاركون بشكل تفاعلي، وينجذبون إلى الأشخاص الذين يشاركون في CDS. من خلال هذا التفاعل، يمكن للرضع تحديد من هم مقدمو الرعاية الإيجابيون والمشجعون سيكونون في تطورهم. عندما يستخدم الأطفال CDS كعامل محدد لمقدمي الرعاية المعتمدين، يبدو أن نموهم الإدراكي يزدهر لأنه يتم تشجيعهم من قبل البالغين الذين يستثمرون في نمو الرضع المعطاة. لأن العملية تفاعلية، يستطيع مقدمو الرعاية إحراز تقدم كبير من خلال استخدام CDS.
```

## الآثار

### الاستخدم مع الرضع
وقد أظهرت الدراسات أنه منذ الولادة، يفضل الرضع الاستماع إلى CDS، وهو أكثر فعالية من الكلام العادي في الحصول على انتباه الطفل وحمله. يعتقد بعض الباحثين أن CDS جزء مهم من عملية الترابط العاطفي بين الوالدين وطفلهم، ويساعد الأطفال على تعلم اللغة. ووجد الباحثون في جامعة كارنيجي ميلون وجامعة ويسكونسن أن استخدام «حديث الطفل» الأساسي قد يدعم الأطفال في التقاط الكلمات بشكل أسرع. يولي الأطفال اهتمامًا أكبر عندما يستخدم الآباء نظام CDS، الذي يكون له نغمة أبطأ وأكثر تكرارًا من استخدامه في المحادثة العادية.
وقد لوحظت CDS في لغات أخرى غير الإنجليزية.
أغراض ومزايا CDS تشمل دعم قدرة الأطفال على التواصل مع مقدمي الرعاية. بالإضافة إلى ذلك، يبدأ الرضع عملية اكتساب الكلام واللغة والتنمية من خلال CDS.
يمكن أن تسهم مقايضات CDS أيضًا في تعديل الاهتمام بالرضيع، ومساعدة الرضع في تحديد الصفات النحوية ذات الصلة بما في ذلك الحدود الصوتية، ونقل المشاعر الإيجابية للرضع.
يتعلم الأطفال أسرع من الذين يحصلون على أكبر تقدير وتشجيع لما يقولونه، والذين يعطون الوقت والاهتمام للحديث والمشاركة، والذين يتم استجوابهم. يمكن للأطفال الذين تتراوح أعمارهم بين ستة أشهر التمييز بين المقاطع الوقفية الإنسية في الكلمات ذات المقاطع المتعددة عند استخدام CDS. الرضع قادرون على تطبيق هذا على الكلمات والجمل الأكبر كما يتعلمون لمعالجة اللغة.
تساعد CDS الرضع في الترابط مع مقدمي الرعاية. على الرغم من أن الأطفال لديهم مجموعة من الإشارات الاجتماعية المتاحة لهم فيما يتعلق بمن سيقدم الرعاية الكافية، فإن نظام CDS يعمل كمؤشر إضافي لما يقدمه مقدمو الرعاية من دعم تنموي. عندما ينخرط الكبار في CDS مع الرضع، فإنهم يقدمون انفعالًا واهتمامًا إيجابيًا، عندما ينخرط البالغون في CDS مع الرضع، فإنهم يقدمون عاطفة إيجابية واهتمام، مما يشير إلى الرضع انهم يتم تقديرهم. 
```
كما يمكن أن تستخدم أداة CDS كأداة تمهيدية للرضع من أجل ملاحظة وجوه مقدمي الرعاية لديهم. إن الأطفال هم أكثر حساسية لطبيعة نغمة الصوت ويؤكدون على صفات هذه الطريقة. لذلك، عندما يستخدم مقدمو الرعاية CDS، فإنهم يوسعون إمكانية أن يرصد أطفالهم ويعالجون تعابير الوجه. يمكن أن يرجع هذا التأثير جزئيًا إلى الرضع الذين يربطون CDS مع تعبيرات الوجه الإيجابية مثل الابتسام، ويكونوا أكثر عرضة للرد على CDS إذا كانوا يتوقعون تلقي استجابة إيجابية من مقدمي الرعاية لهم. 
```

قد تشجع CDS معالجة نماذج الكلمات، مما يسمح للرضع بتذكر الكلمات عندما يُطلب منهم تذكرها في المستقبل. وكلما تتكرر الكلمات من خلال CDS، يبدأ الرضع في إنشاء تمثيلات ذهنية لكل كلمة. ونتيجة لذلك، يستطيع الأطفال الذين لديهم خبرة في CDS استرجاع الكلمات بشكل أكثر فاعلية من الأطفال الذين لا يمتلكون ذلك.
يمكن للرضع التقاط الإشارات الصوتية CDS وسيقومون في كثير من الأحيان بنمط ثرثرة بعد ذلك.
أطفال الأمهات المكتئبات، الذين لا يستخدمون نظام CDS بشكل منتظم، يعرضون تطور اللغة المتأخر. حتى عندما توفر الأمهات المكتئبات لأطفالهن بالوجوه الإيجابية، لا يستجيب الرضع لمحاولاتهم في CDS، وبالتالي لا يستفيدون من هذا الطريق المهم لاكتساب اللغة. الرضع غير قادرين على إنشاء الرابط بين الكلام وحركات الوجه البصرية في حالات مثل هذه. عندما يكون الآباء الذين لا يعانون من الاكتئاب قادرين على توفير تحفيز CDS، فإن الرضع يستجيبون بشكل جيد ويمكنهم التعويض عن العجز الذي تركته أمهاتهم. هذا أيضا يمكن أن تمنع تطوير اللغة والكلام. ولذلك، فإن هذا العجز يمكن أن يكون ضارًا بشكل خاص بالرضع الذين يعانون من أمهات مكتئبين، والاتصال القليل مع مقدمي الرعاية الذكور. تم العثور على الحالة الاجتماعية والاقتصادية للتأثير في تطوير المفردات والمهارات اللغوية. تميل مجموعات الوضع الأدنى إلى أن تكون وراء تطور الأطفال في العائلات ذات المكانة الأعلى. يُعتقد أن هذا الاستنتاج يرجع إلى مقدار الوقت الذي يقضيه الوالدان مع الطفل والطرق التي يتفاعلون بها؛ تم العثور على الأمهات من المجموعات ذات الوضع العالي ليقولن أكثر لأطفالهن، واستخدام المزيد من التنوع، والتحدث في جمل أطول.

## مساعدات للتنمية المعرفية
يعتقد شور وآخرون أن CDS تساهم في النمو العقلي لأنه يساعد على تعليم الطفل الوظيفة الأساسية وهيكل اللغة. وقد وجدت الدراسات أن الاستجابة لطفلة الرضيع بثرثرة لا معنى لها يساعد على نمو الطفل. في حين أن الثرثرة ليس لها أي معنى منطقي، فإن التفاعل اللفظي يوضح للطفل طبيعة الخطاب ثنائي الاتجاه، وأهمية التعليقات اللفظية. ينصح بعض الخبراء أن الآباء لا ينبغي التحدث مع الأطفال الصغار فقط في حديث الطفل، ولكن يجب أن يدمجوا بعض الكلام العادي للكبار كذلك. يمنح صوت CDS العالي النبرة خصائص صوتية خاصة قد تروق للرضيع. قد تساعد CDS الطفل في اكتساب و / أو فهم القواعد الخاصة باللغة التي لا يمكن التنبؤ بها بأي شكل آخر؛ مثال على ذلك هو تقليل أو تجنب أخطاء عكس الضمير. كما تم اقتراح أن الأمهات أمر حاسم للأطفال للحصول على القدرة على طرح الأسئلة.

## الاستخدم مع غير الرضع
```
لا يقتصر استخدام حديث الطفل على التفاعلات بين البالغين والرضع، حيث يمكن استخدامه بين البالغين، أو من قبل الناس إلى الحيوانات. في هذه الحالات، قد يكون النمط الخارجي للغة هو أسلوب حديث الطفل، لكنه لا يعتبر «الآباء» حقيقية، حيث أنه يخدم وظيفة لغوية مختلفة (انظر البراغماتية).
```

## رعاية/الحط من قدرة حديث الطفل
يمكن استخدام حديث الطفل وتقليده من قبل شخص غير رضيع لآخر كشكل من أشكال الإساءة اللفظية، حيث يقصد من الحديث أن يقوم بتلويث الضحية. يمكن أن يحدث هذا أثناء التنمر، عندما يستخدم المعتدي حديث الطفل للتأكيد على أن الضحية ضعيفة أو جبانة أو عاطفية أو أدنى من ذلك.

## حديث الطفل الغزلي
```
يمكن استخدام حديث الطفل كشكل من أشكال المغازلة بين الشركاء الجنسيين أو الرومانسيين. في هذه الحالة، قد يكون حديث الطفل تعبيراً عن العلاقة الحميمة الرقيقة، وربما يشكل جزءاً من الأدوار الجنسية الحميمة التي يتحدث فيها أحد الشركاء ويتصرف بطريقة صبيانية، في حين أن الآخر يتصرف كأم أو أب، ويستجيب في «الوالدين». قد يقوم أحد الشركاء أو كلاهما بدور الطفل. يمكن استخدام شروط التحبب، مثل القفاز (أو، بشكل توضيحي، الطفل)، لنفس الغرض في التواصل بين الشركاء.
```

## حديث الأطفال مع الحيوانات الأليفة
كثير من الناس يتحدثون إلى كلابهم بلغتهم الأم مع أكثر من مجرد أوامر - يتحدثون إليهم كما لو كانوا إنسانًا آخر. هذه الإجراءات لا توفر التواصل مع الكلب، ولكن التفاعلات الاجتماعية للمتحدث، عادة من أجل حل بعض المشاكل.
إن أسلوب التحدث الذي يستخدمه الناس عند التحدث إلى الكلاب يشبه إلى حد كبير CDL، وقد تمت الإشارة إليه على الشعر الركيك. هناك خصائص مماثلة لافت للنظر بين CDL والكلام مع الحيوانات الاليفة. يميل الناس إلى استخدام الجمل من حوالي 11 كلمة عند التحدث إلى شخص بالغ آخر. يتم تقليل هذا إلى أربع كلمات عند التحدث إلى الكلب. يوظف الناس المزيد من الضرورات أو الأوامر للكلب، ولكن يسألون ضعف عدد الأسئلة عن الكلب مثل البشر الآخرين، على الرغم من أنهم لا يتوقعون أن يجيب الكلب. تظهر التسجيلات أن 90٪ من الحديث عن الحيوانات الأليفة تحدث في الغالب في الوقت الحاضر لأن الناس يتحدثون إلى الكلاب حول ما يحدث الآن وليس الماضي أو المستقبل، وهو ضعف ما يحدث مع البشر. أيضا، الناس أكثر عرضة 20 مرة لتكرار أو إعادة صياغة أنفسهم للكلاب مما يفعلون مع البشر.
وهناك فرق كبير هو أن CDL يحتوي على العديد من الجمل حول أجزاء معينة من المعلومات، مثل «هذا الكأس أحمر»، لأن الغرض منه هو تعليم الأطفال عن اللغة والبيئة. يحتوي خطاب الحيوانات الأليفة ربما نصف الجمل من هذا الشكل، بدلا من أن تكون مفيدة، غرضه الأساسي هو وظيفة اجتماعية للبشر. ما إذا كان الكلب يتعلم أي شيء لا يبدو أن يكون مصدر قلق.
بالإضافة إلى ارتفاع نبرة الصوت، يؤكد خطاب الحيوانات الأليفة بقوة على التجويد وأي تعبير عاطفي. هناك بعض التصرفات مثل "walkie" للمشي و "bathie" للحمام. قد يتم تعديل الكلمات والعبارات لجعلها أقل رسمية، وذلك باستخدام كلمات مثل "wanna" و "gonna". على الرغم من عدم وجود دليل على أن التحدث إلى كلب بهذه الطريقة يساعد الكلب على فهم ما يقال، فهناك أدلة تشير إلى أن التحدث إلى الكلاب بطريقة عادية وهادفة وذات مغزى يحسن قدراتهم اللغوية المستقبلة.

## حديث أجنبي
عند مخاطبة المستمع غير المهرة في لغة المتحدث، قد يبسط الناس لغتهم المنطوقة في محاولة لتحسين الفهم. يستخدم البعض لغة الإشارة للتواصل مع الآخرين، خاصةً إذا كان لديهم مشكلة في السمع، على الرغم من أن هذا لا يفهمه الناس دائمًا، لأن بعض علامات لغة الإشارة قد يصعب تفسيرها من قِبل بعض الأشخاص، خاصة إذا كانت للإيماءات معانٍ مختلفة من مكان لآخر، لذلك قد يستخدمون لغة شبيهة بالحديث الأطفال للتواصل والتخلي عن الكلمات الصغيرة، وربما استخدام المظاهرات بدلا من الضمائر، على سبيل المثال: لا تعبر الطريق تصبح لا عبور طريق. وعلى الرغم من أن هذا النوع من التبسيط يمكن أن يكون مفيدًا للسياح الأجانب، على سبيل المثال، فإن هذا النوع من الاتصالات يُنظر إليه على أنه فظ أو مسيء في بعض المجتمعات، لأنه قد يتسبب في شعور الأجنبي بانه طفل. كما يمكن اعتباره مهينًا إذا كان الأجنبي ماهرًا في لغة المتحدث. على الرغم من أنه لا يعتبر من الأبوين الفعليين، إلا أنه يحتوي على جوانب تجعل الأنماط اللغوية متشابهة.
كلمات حديث الأطفال في خطاب الكبار: 
```
في بعض الأحيان يتم أخذ كلمات حديث الأطفال في خطاب الكبار. الأمثلة هي:
```

- "nanny" = «ممرضة أطفال» للتمييز من «ممرضة المستشفى».
- "nappy" لـ "diaper”، في الاستخدام في المملكة المتحدة.

العالمية والاختلاف حسب المنطقة:
```
اقترح الباحثون براينت وباريت (2007) (كما فعل آخرون من قبلهم، على سبيل المثال، Fernald، 1992) أن CDL موجود بشكل عام في جميع الثقافات، وهو تكيف خاص بالأنواع. يؤكد باحثون آخرون أنه ليس عالمياً بين ثقافات العالم، ويجادلون بأن دوره في مساعدة الأطفال على تعلم قواعد اللغة قد تم المبالغة فيه، مشيراً إلى أنه في بعض المجتمعات (مثل قبائل 
ساموا
 معينة)، لا يتحدث الكبار مع أطفالهم على الإطلاق. حتى يصل الأطفال إلى عمر معين. علاوة على ذلك، حتى عندما يتم استخدام حديث الطفل، فإنه يحتوي على العديد من التركيبات النحوية المعقدة، وكلمات خاطئة أو غير قياسية. هناك أدلة أخرى تشير إلى أن حديث الأطفال ليس ظاهرة عالمية: على سبيل المثال، تصف شيفلين وأوتش (1983) قبيلة كالولي في بابوا 
غينيا الجديدة
 الذين لا يستخدمون عادة نظام CDS. لم يتم العثور على اكتساب اللغة في الأطفال القبائل كالولي أن يعوق بشكل كبير. في مجتمعات أخرى، من الأكثر شيوعا التحدث إلى الأطفال كما لو كان شخص بالغ، ولكن مع تبسيط في القواعد والمفردات، مع الاعتقاد بأنه سيساعدهم على تعلم الكلمات في الشكل القياسي. 
من أجل الارتباط بالطفل أثناء حديث الطفل، قد يتعمد الوالد أو يمزق بعض الكلمات عن عمد، وقد يفسد الكلام بأقوال غير لفظية. قد يشير أحد الوالدين فقط إلى الأشياء والأحداث في المنطقة المجاورة مباشرة، وكثيراً ما يكرر كلام الطفل مرة أخرى إليهم. بما أن الأطفال يوظفون مجموعة واسعة من التبسيط الصوتي والمورفولوجي (عادةً ما يكونون بعيدون عن الاستيعاب أو التكاثر) في تعلم الكلام، فإن هذا التفاعل يؤدي إلى كلمات الطفل «الكلاسيكية» مثل nana لجدة أو Wawa للمياه أو din-din للعشاء. حيث يقوم الطفل بالتركيز على مقطع من المدخلات، ويكررها ببساطة لتشكيل كلمة.
يختلف مدى اعتماد مقدمي الرعاية على واستخدام CDS باختلاف الاختلافات الثقافية. من غير المحتمل أن تعرض الأمهات في المناطق التي تعرض في الغالب ثقافات منقولة قدرا كبيرا من CDS، على الرغم من أنه لا يزال يستخدم. وعلاوة على ذلك، فإن شخصية كل طفل تعاني من CDS من مقدم الرعاية تؤثر بعمق على مدى استخدام مقدم الرعاية لهذا الأسلوب في الاتصال. 
تمت مشاهدة CDS بلغات أخرى مثل اليابانية والإيطالية والماندرين والإنجليزية البريطانية والإنجليزية الأمريكية والفرنسية والألمانية. هذا هو الأساس للمطالبات CDSهو جانب ضروري للتنمية الاجتماعية للأطفال. على الرغم من وجودها في العديد من الثقافات، إلا أن CDS بعيدة كل البعد عن كونها عالمية من حيث الأسلوب والمقدار المستخدم. أحد العوامل التي وجدت للتأثير على الطريقة التي يتواصل بها الكبار مع الأطفال هي الطريقة التي تنظر بها الثقافة إلى الأطفال. على سبيل المثال، إذا نظروا إلى الأطفال على أنهم عاجزون وغير قادرين على الفهم، فإن البالغين يميلون إلى التفاعل مع الأطفال أقل مما لو كانوا يعتقدون أن الأطفال قادرون على التعلم والفهم. في كثير من الأحيان، تقوم الثقافات التي تفتقر إلى شكل من أشكال CDS بتعويضها بطرق أخرى، مثل إشراك الأطفال أكثر في الأنشطة اليومية، على الرغم من أن العكس قد يكون أيضًا تقييمًا صالحًا.
تشير الأبحاث إلى أنه باستخدام لغة نغمية، مثل لغة الماندرين، فإن استخدام CDS مفيد للتنمية. على وجه التحديد، تتميز لغة الماندرين بالنغمات المعجمية التي يجب استخدامها مع كل مقطع يُنقل بدوره المعنى؛ في لغة الماندرين واللغات النغمية الأخرى، تستخدم الأمهات نظام CDS من خلال زيادة درجة التحدث، مما يجعل المنتج أكثر سهولة على الأطفال فهمه.
إن رفع درجة الصوت في الكلام المرتبط بـ CDS موجود عبر الثقافات ويحدث بغض النظر عن اللغة المستخدمة. وقد استخدمت الدراسات السيكولوجية النفسية على التجويد لمزيد من تحديد تأثير درجة أعلى والمقاطع المبالغ فيها المستخدمة في CDS. وقد حددت هذه الاختبارات أن خصائص CDS لا تخلق صعوبة إضافية عند الرضع عند محاولة التمييز بين الكلام. وبدلاً من ذلك، فإن نبرة الصوت المرتفع وطراز CDS الممدود يسمحان بتواصل أكثر فعالية. 
وعلاوة على ذلك، فإن الأمهات اللواتي يتحدثن لغة الماندرين، اللواتي شددن على التغييرات بين الصوتيات، كان لديهن أطفال حققن نجاحات أكبر في اختبارات تمييز اللغة. 
```

## المفردات والهيكل

### مفردات اللغة
فيما يتعلق بالآباء الناطقين بالإنجليزية، من الثابت أن الكلمات الأنجلو سكسونية أو الجرمانية تميل إلى الغلبة في سجلات الكلام غير الرسمية، في حين أن المفردات اللاتينية عادة ما تكون مخصصة لمزيد من الاستخدامات الرسمية مثل النصوص القانونية والعلمية. يميل الخطاب الموجه للأطفال، وهو سجل غير رسمي للكلام، إلى استخدام المفردات الأنجلو سكسونية. يحتوي خطاب الأمهات إلى الأطفال الصغار على نسبة أعلى من رموز الفعل الأنجلو سكسونية الأصلية أكثر من الكلام الموجه للبالغين. على وجه الخصوص، في قلب نظام CDS للوالدين، يتم بناء النواة القزحية في معظمها بواسطة الأفعال الأنجلو سكسونية، وهي تقريبا كل الرموز المميزة للعلاقة النحوية، الفعل القائم فعل الفعل، وجوه الفعل المباشرة وغير المباشرة التي يقدمها الأطفال الصغار. يتم بناؤها مع الأفعال الأصلية. تتكون مفردات الفعل الأنجلو سكسونية من الأفعال القصيرة، لكن قواعدها معقدة نسبياً. تتضمن الأنماط النحوية الخاصة بهذه المفردات الفرعية في اللغة الإنجليزية المعاصرة بنى ثقيلة للتوتر، والجانب، والاستجواب والنفي، وتعمل لكسيم الوظيفية كمؤشرات معقدة، وكلها تحدث أيضًا في CDS.
وكما أشرنا أعلاه، غالبًا ما ينطوي حديث الطفل على تقصير وتبسيط الكلمات، مع إضافة محتملة للكلمات غير المشوشة والألفاظ غير اللفظية، ويمكنه استخدام مفردات خاصة به. بعض الألفاظ يتم اختراعها من قبل الآباء في وحدة عائلية معينة، أو يتم نقلها من الوالد إلى الوالد على مر الأجيال، في حين أن البعض الآخر معروف على نطاق واسع ويستخدم في معظم العائلات، مثل wawa for water، num-num for a meal، ba-ba for bottle, أو beddy-bye for bedtime، وتعتبر كلمات قياسية أو تقليدية، ربما تختلف في المعنى من مكان إلى آخر.
يتحدث الطفل ، بغض النظر عن اللغة ، عادة ما يتكون من تشويش الكلمات ، بما في ذلك أسماء أفراد العائلة ، أسماء الحيوانات ، الأكل والوجبات ، وظائف الجسم والأعضاء التناسلية ، النوم ، الألم ، من المحتمل أن يتضمن أشياء مهمة مثل حفاضات ، بطانية ، مصاصة ، زجاجة ، وما إلى ذلك ، وقد يتم رشها بالألفاظ غير اللفظية ، مثل goo goo ga ga. قد تكون مفردات الكلمات المصطنعة ، مثل تلك المذكورة أدناه ، طويلة للغاية مع مصطلحات لعدد كبير من الأشياء ، نادرًا أو ربما لا تستخدم لغة مناسبة ، وأحيانًا أخرى قصيرة جدًا ، تهيمن عليها كلمات حقيقية ، جميع الأسماء. معظم الكلمات التي اخترعها الآباء لها معنى منطقي، على الرغم من أن الأصوات غير اللفظية عادة ما تكون بلا معنى تمامًا وتناسب الكلام تمامًا.
يشير عدد معتدل من كلمات الطفل والحديث إلى وظائف الجسم أو الأعضاء التناسلية، جزئياً لأن الكلمات سهلة نسبياً. أيضا، إذا كان الطفل صغيرا جدا، قد تكون وظائف الجسم مثل التبول والتغوط مثيرة للغاية بالنسبة لهم. قد تكون المصطلحات العلمية أصعب بالنسبة لهم لفهمها ونطقها، لذلك قد يكون حديث الطفل أكثر ملاءمة لطفل صغير. وعلاوة على ذلك، فإن مثل هذه الكلمات تقلل من انزعاج البالغين من الموضوع، وتتيح للأطفال مناقشة مثل هذه الأشياء دون كسر المحرمات البالغة. ومع ذلك، فقد استخدم البعض، مثل pee-pee وpoo-poo، على نطاق واسع للغاية في الإشارة إلى وظائف الجسم إلى درجة أنها تعتبر كلمات قياسية، لذا فإن القدرة على ذكر هذه الموضوعات دون سلبية البالغين قد تلاشت في الآونة الأخيرة.
أحيانًا تهرب الكلمات الحديثة الأطفال من الحضانة وتدخل في مفردات البالغين، على سبيل المثال "مربية" ل “ممرضة أطفال" أو "حضانة أطفال". 
صيغة التصغير:
وعلاوة على ذلك، يمكن اشتقاق العديد من الكلمات في حديث الطفل بعد قواعد معينة للتحويل، في اللغة الإنجليزية، إضافة صوت / i / في النهاية، عادة ما يتم كتابته وتهجئته كـ /ie/، / y/ أو / ey /، وهو أمر شائع طريقة لتشكيل ضآلة والتي غالبا ما تستخدم كجزء من حديث الطفل، وتشمل الأمثلة:
- Horsey: (من حصان).
- Kitty: (من القط أو القط).
- Potty: (في الأصل من وعاء يعادل الآن المرحاض الحديث أو وعاء غرفة لطفل صغير).
- Doggy: (من الكلب).
- Ducky: (من البط).

```
(“الجرو«غالبا ما يعتقد خطأ أن يكون ضاله من الجرو مصنوعة بهذه الطريقة، وإنما هو في الحقيقة على العكس من ذلك: الجرو هو تقصير جرو، والتي تأتي من popi الفرنسي أو poupée التي تعني» دمية" "دمية "هذا هو تقصير ل “دوللي "، والتي بدأت بمثابة شكل حيوان أليف«دوروثي».) 
العديد من اللغات لها شكل فريد من نوعه في ملحق صيغة التصغير.
```

### التعبيرات
```
عادة ما تتخطى العبارات والجمل التي تتحدث الطفل الكلمات الصغيرة، وتقلد الأطفال الصغار الذين لا يستطيعون فهم تركيبة الجملة، على سبيل المثال، إلى، في، بالنسبة إلى، مثل، وما إلى ذلك، والمقالات (the, a, an)، مما يؤدي إلى جملة غير كاملة، مثل أحتاج الذهاب الحمام أو أريد بطانية. في بعض الأحيان، تستخدم المظاهرات بدلاً من الضمائر (هو، أنا، هي، هي وغيرها)، لأنها قد تساعد الأطفال على تعلم أسماء الناس، على سبيل المثال، يريد أبي أن تأكل سوزي من الحبوب بدلاً من الكلام العادي من نوع البالغين، أريدك أن تأكل حبوبك لأن الضمائر غالباً ما تكون مربكة للأطفال الصغار. أيضا، يمارس وضع العلامات، في بعض الأحيان التأكيد على كلمة من خلال التكرار داخل الجملة، مثل هذه السيارة، سوزي. انها سيارة. بعض الآباء يستعاضون عن كلمة معينة في جملة مع صوت صعب ينطق بكلمة أخرى أسهل، مثل choo-choo بدلاً من القطار لأن بعض الأطفال غير قادرين على نطق صوت / tr / كصغار، على الرغم من أن معظمهم يتعلمون النطق والسماع الصوتي تزيد في العمر.
```

جميع الكلمات الفردية لها معنى منطقي، على الرغم من أن العبارات المؤلفة منها غالباً ما تكون مبنية على كلمات عشوائية، يتم رشها بكلمات منطقية، بحيث يمكن للطفل «فرز» الكلمات مع المعاني وتفسيرها، حيث أن الوالد قد يعلم اللغة عن طريق وضع العلامات، مع ربط الكلمة بالعنصر أو الإجراء.

#### استخدم كشروط غير رسمية
```
تستخدم الكلمات والعبارات التي يتحدث بها الطفل مثل mama, pee-pee, potty, yucky, no-no and tummy في بعض الأحيان بعد الرضاعة باعتبارها مصطلحات عامية أو غير رسمية. ومع ذلك لا يمارس المضاعفة. على سبيل المثال، pee-pee تصبح pee. أيضا، قد تتغير المعاني بشكل طفيف لتصبح أكثر عمومية ومحددة: على سبيل المثال تغيير potty في المعنى من أي مرحاض إلى آخر شبيه بالحاوية للأطفال الصغار، يتغير يوم من yum-yum من وقت الطعام إلى تعبير غير رسمي من البهجة نحو وجبة، أو نتن التغيير من التبرز (كاسم محسوب) إلى صفة لشيء رائحة سيئة. يمكن استخدام مصطلح Poppet أو عبارات مشابهة كمصطلح من محبوبة أحد أحبائه من نفس العمر، مثل شريك رومانسي، ويمكن استخدام سريع أو لا يمكن استخدامه بسرعة كتعبيرات في المدرسة والجامعة وحتى سيناريوهات العمل المهني. يمكن استخدام الكلمات غير اللفظية مثل googoogaga كمعجمات للأشياء التي أسيء تفسيرها أو لم يتم فهمها. كلمات مثل ماما ونانا هي كلمات تستخدم في كثير من الأحيان لأفراد الأسرة الماضية الطفولة. تستخدم الكلمة doo-doo كمجسد رمزي في وقت لاحق من العمر لشيء صعب أو إشكالي، مثل عندما يتشوش الكمبيوتر، we’re in deep doo-doo.
```

### تكرار
تتكون معظم كلمات الكلام العادية للأطفال من مقطع واحد مكرر، مثل ماما، دادا، poo-poo، pee-pee، baba، boo-boo، bot-bot، num-num، dum-dum وwee-wee. هذه غالبا ما تكون تقليدًا لأقوال الطفل الأولى التي تأخذ شكل كلمة. يتم إجراء ذلك عندما يأخذ الطفل مقطعًا مجهولًا للكلمة الرئيسية لتقصيره وتكراره لتشكيل كلمة شبيهة بالكلام. تتضمن الكلمات ذات الأصوات المماثلة من المقاطع المجهدة، مثل ماما ودادا وبابا ما يلي: 
- ba-ba: من القنينة.
- dum-dum: من dummy (المصطلح البريطاني للمصاصة).
- ماما: من الأم.
- دادا: من بابا.

```
يمكن أن تصنع الكلمات من صيغة مصغرة مع / i / صوت في النهاية، مع إعادة توزيعها، لكن الحرف الأول من التكرار يستبدل بـ / w / - على سبيل المثال teensy-weensy, puppy-wuppy or binkie-winkie.. تتضمن أمثلة اللغة الواقعية التي تتبع هذا النمط نفسه والمعروفة باسم الازدواجية الجزئية أو الازدواجية المعدلة، dokey-dokey وsilly-billy وmumbo-jumbo وsuper-duper، والتي تستخدم الحرف الأول كنقطة تعديل. ومع ذلك، فإن هذه الأنماط أكثر شيوعًا في اللغة العامية واللغة العامية من الإنجليزية الرسمية ونادراً ما تستخدم a / w / للتعديل.
تتضمن العديد من كلمات حديث الطفل للحيوانات ازدواجية في المحاكاة الصوتية للصوت، بما في ذلك:
```

- moo-moo: بقرة.
- neigh-neigh: صهيل الحصان.
- baa-baa ، وأحيانًا تُكتب باسم ba-ba: خروف.

البعض الآخر، الذي لا علاقة للحيوانات، يَتضمّنُ vroom-vroom (سيارة) وchoo-choo (قطار).

#### الاختلافات في النطق
تحاكي تحويلات أخرى الطريقة التي يخطئ بها الرضيع في نطق بعض الحروف الساكنة التي يمكن أن تتضمن في اللغة الإنجليزية تحول / l / إلى / w / كما في wuv من الحب (love) أو widd من القليل (little)، أو في النطق / v / as / b /، و / ð / أو / t / as / d / و / θ / as / f / or / s /. إنها طريقة لتقليد كيف يتكلم طفل أو طفل صغير، لأن معظم الأطفال، عندما يتحدثون، يتحدثون وكأنهم يعانون من اضطراب في الكلام لأنهم يخطئون بعض الحروف الساكنة. عادة ما يكون هذا النمو متجاوزًا في عمر الخامسة أو السادسة. 
```
لا تزال هناك تحويلات أخرى، ولكن ليس بجميع اللغات، تتضمن أحرفًا متحركة مطولة، مثل kitty وkiiiitty، (أكد / i /) يعني نفس الشيء. في حين أن الأطفال الصغار الذين يتحدثون الإنجليزية يفهمون هذا، فإنه لا ينطبق مع الأطفال الصغار في هولندا لأنهم يتعلمون أن أحرف العلة الطويلة تشير إلى كلمات مختلفة.
```

## الفونولوجيا علم الأصوات الكلامية
يتضمن نظام CDS مميزات درجة الصوت المرتفعة وتغييرات درجة الصوت المبالغة وحروف العلة الطويلة والمقاطع الطويلة بين الصوتيات. يتم ذلك من أجل السماح للأطفال الرضع الوقت لمعالجة المعلومات التي يتم نقلها لهم. الإيقاع هو أيضا تأكيد شديد في هذه الممارسة ويستخدم بشكل وثيق مع التركيز من المقاطع المختلفة. كما يتم توسيع مساحة الحرف المتحركة في CDS مما يسمح بالتمييز الصوتي الدقيق. يمكن تبسيط الكلمات التي تكون صعبة بعض الشيء من حيث الأصوات التي تصنعها، أو الكلمات الصعبة الصوتية.

## بناء الجملة
تتميز CDS ببنية فريدة، وعادة ما يكون لها شكل مبسط. وكثيراً ما يستخدم مقدمو الرعاية الذين يستخدمون CDS أقوالا قصيرة بدلاً من هياكل الجملة الكاملة من أجل إيصال المعنى إلى أطفالهم. وكثيراً ما تتكرر هذه الوحدات القصيرة حتى يتدرب الرضع في مفهوم معين. تسمح CDS للرضع باكتشاف الحدود النحوية. علاوة على ذلك، يسهل اكتشاف CDS الأنماط اللغوية أكثر مما يستخدم عند استخدام الكلام الموجه للبالغين. يبدأ الرضع بفهم ترتيب الكلمات من خلال CDS الذي يتوسع ببطء إلى فهم أعمق لبنية الجملة ككل.
قد يكون التواصل مع الأطفال أمرًا صعبًا إذا لم يتمكن الشخص البالغ من الحفاظ على انتباهه، لذلك يجب أن يكون الموضوع على الأشياء التي تهمه. وجدت الأبحاث أن خمسة مواضيع تميل إلى السيطرة على المحادثة: أفراد العائلة والحيوانات وأجزاء الجسم والغذاء والملابس. معظم المحادثات مع الأطفال تدور حول الحاضر والحاضر هنا، بدلاً من الموضوعات المتعلقة بوقت آخر.